# پورتو گوزمان
پورتو گوزمان (به اسپانیایی: Puerto Guzmán) یک سکونتگاه مسکونی در کلمبیا است که در بخش پوتومایو واقع شده‌است.